# ديوغو راموس
ديوغو راموس هو لاعب كرة قدم برتغالي، ولد في 8 نوفمبر 1986 في Grijó (Vila Nova de Gaia) ‏ في البرتغال. لعب مع نادي فريموند ‏.

## وصلات خارجية
- ديوغو راموس على موقع قاعدة بيانات كرة القدم.إي يو (الإنجليزية)
- ديوغو راموس على موقع Soccerway.com (الإنجليزية)